# 怀俄明 (特拉华州)
怀俄明（英語：Wyoming），是美国特拉华州肯特县（Kent）下属的一座城镇，面积为2.74平方公里，其中2.70平方公里为陆地，0.04平方公里为水域。2011年的数据显示该地有人口1,334人。论人口在本州排行第26。